# Округ Вадовице
Округ Вадовице (нем. Bezirk Wadowice, Вадовицкий уезд, пол. Powiat wadowicki) — административная единица коронной земли Королевства Галиции и Лодомерии в составе Австро-Венгрии, существовавшая в 1867—1918 годах. Административный центр — Вадовице.
Площадь округа в 1879 году составляла 9,0981 квадратных миль (523,5 км2), а население 92 405 человек. Округ насчитывал 111 населённых пунктов, организованные в 111 кадастровых муниципалитетов. На территории округа действовало 2 районных суда — в Вадовице, Андрыхуве и Кальварии.
После Первой мировой войны округ вместе со всей Галицией отошёл к Польше.